# المفوض الأوروبي للتجارة

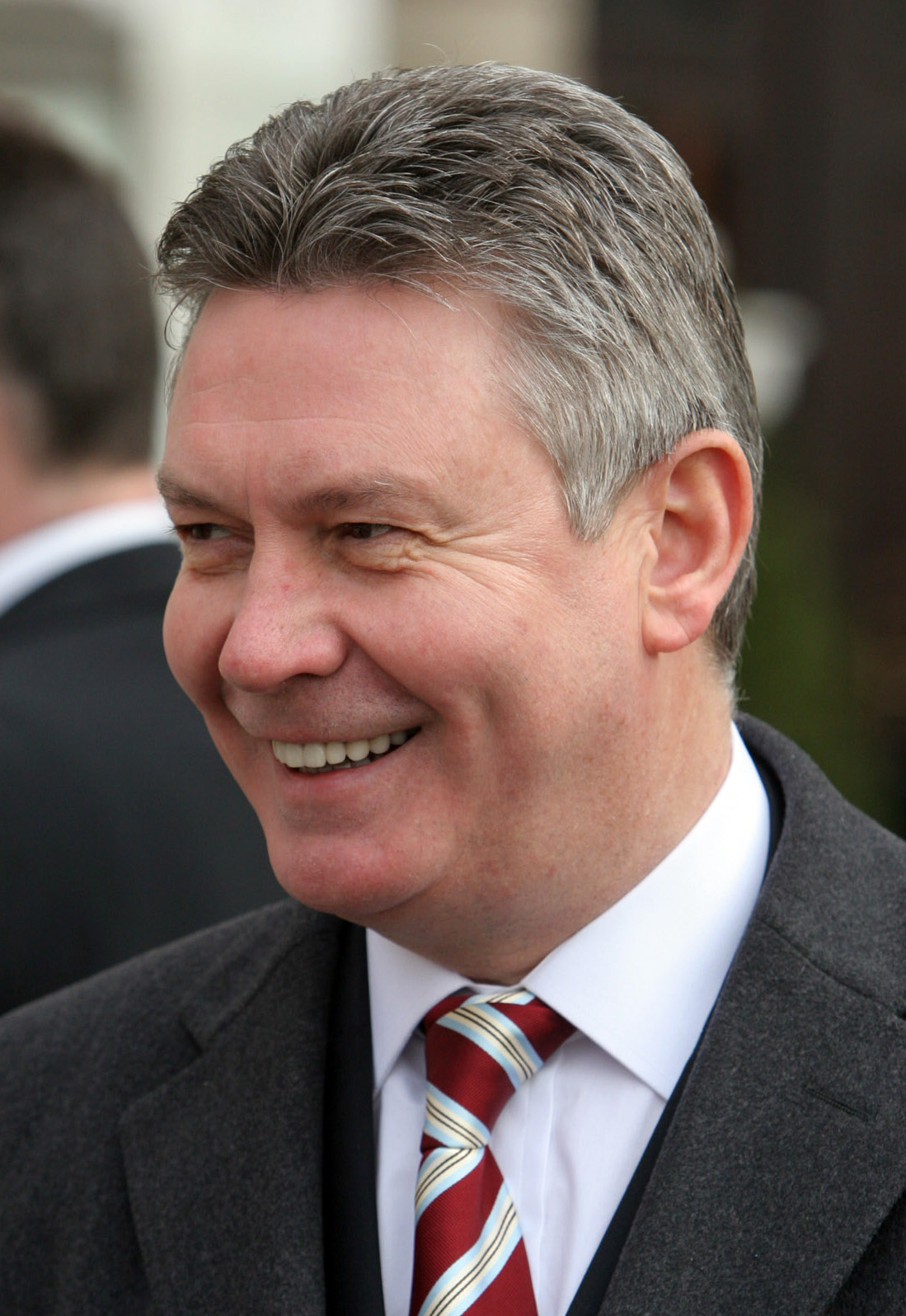
كاريل دي غوشت

المفوض الأوروبي للتجارة (يشار إليه أحيانا باسم المفوض التجاري للإتحاد الأوروبي) هو عضو في اللجنة الأوروبية المسئولة عن السياسة التجارية المشتركة للإتحاد الأوروبي (والتي تنظمها التجارة الدولية). وقد استلم حقيبتها بواسطة كاريل دي غوشت (بلجيكا - VLD / ALDE) منذ فبراير 2010.